# Fourme d’Ambert
Fourme d’Ambert (także: Ambert) – francuski ser pleśniowy wytwarzany z pasteryzowanego mleka krowiego w regionach Owernia i Rodan-Alpy (wokół miast Ambert i Montbrison), oznaczony znakiem "Chroniona nazwa pochodzenia" (AOC) przez Unię Europejską. Należy do najłagodniejszych serów z niebieską pleśnią.

## Charakterystyka
Jest to tradycyjny, wiejski, spółdzielczy lub rzemieślniczy, ser półtwardy, z żyłkami niebieskiej pleśni, o zawartości tłuszczu 50% oraz gęstej, elastycznej i kremowej konsystencji. Jego skórka jest raczej sucha. Wykazuje się ostrym, pikantnym, ale i gładkim smakiem, jak również owocowym, mocnym, drzewnym aromatem. Wyraźnie wyczuwalne są nuty masła i śmietany, dostrzegalny jest aromat piwnicy.
Do produkcji sera wykorzystuje się mleko od krów wypasanych na niżej lub wyżej położonych pastwiskach górskich. Dojrzewa on w ciągu 40 dni, a potem jeszcze leżakuje w jaskiniach przez dwa do trzech miesięcy, celem uzyskania optymalnej jakości. Jest zaszczepiany zarodnikami Penicillium roqueforti w celu rozwoju niebieskich żyłek pleśni. W czasie dojrzewania nastrzykuje się go słodkim białym winem Vouvray moelleux.
Gomółka ma kremowy kolor z widocznymi niebieskimi żyłkami. Jej średnica to 13 cm, wysokość – 19 cm, a waga – około 2 kg.

## Historia
Jest to jeden z najstarszych pod względem udokumentowanej historii wytwarzania serów we Francji. Sztukę jego warzenia opracowali prawdopodobnie galijscy druidzi.
W 2002 roku został gatunkowo wydzielony od sera Fourme de Montbrison, tak aby otrzymać indywidualny status AOC.

## Serwowanie
Ser podaje się w towarzystwie win deserowych (np. z Sauternes) lub pełnych czerwonych (np. Rhone's, Pinot noir i Syrah). Może być serwowany jako przekąska z pieczywem i owocami lub kruszony do sałatek.

## Galeria

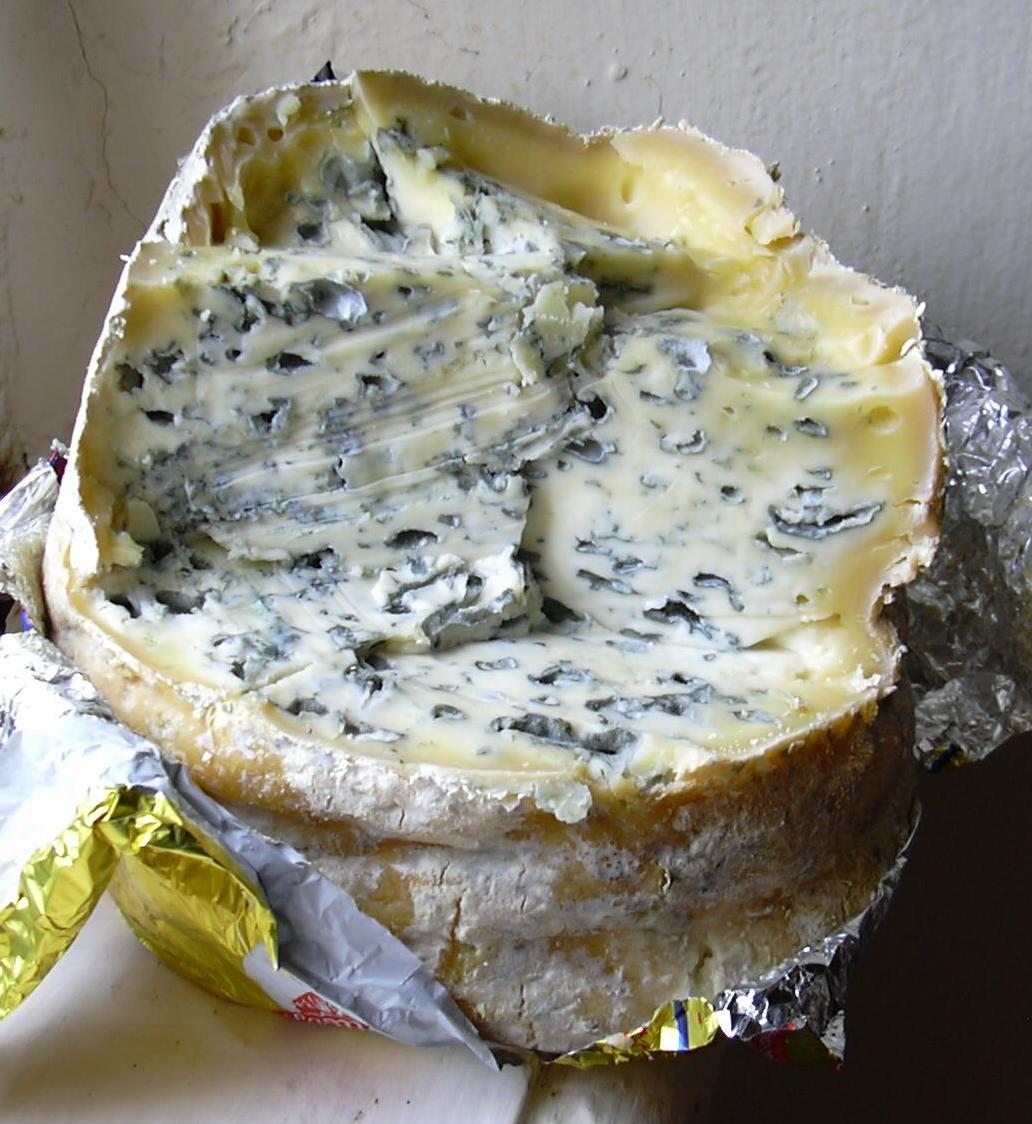
Przekrój gomółki sera
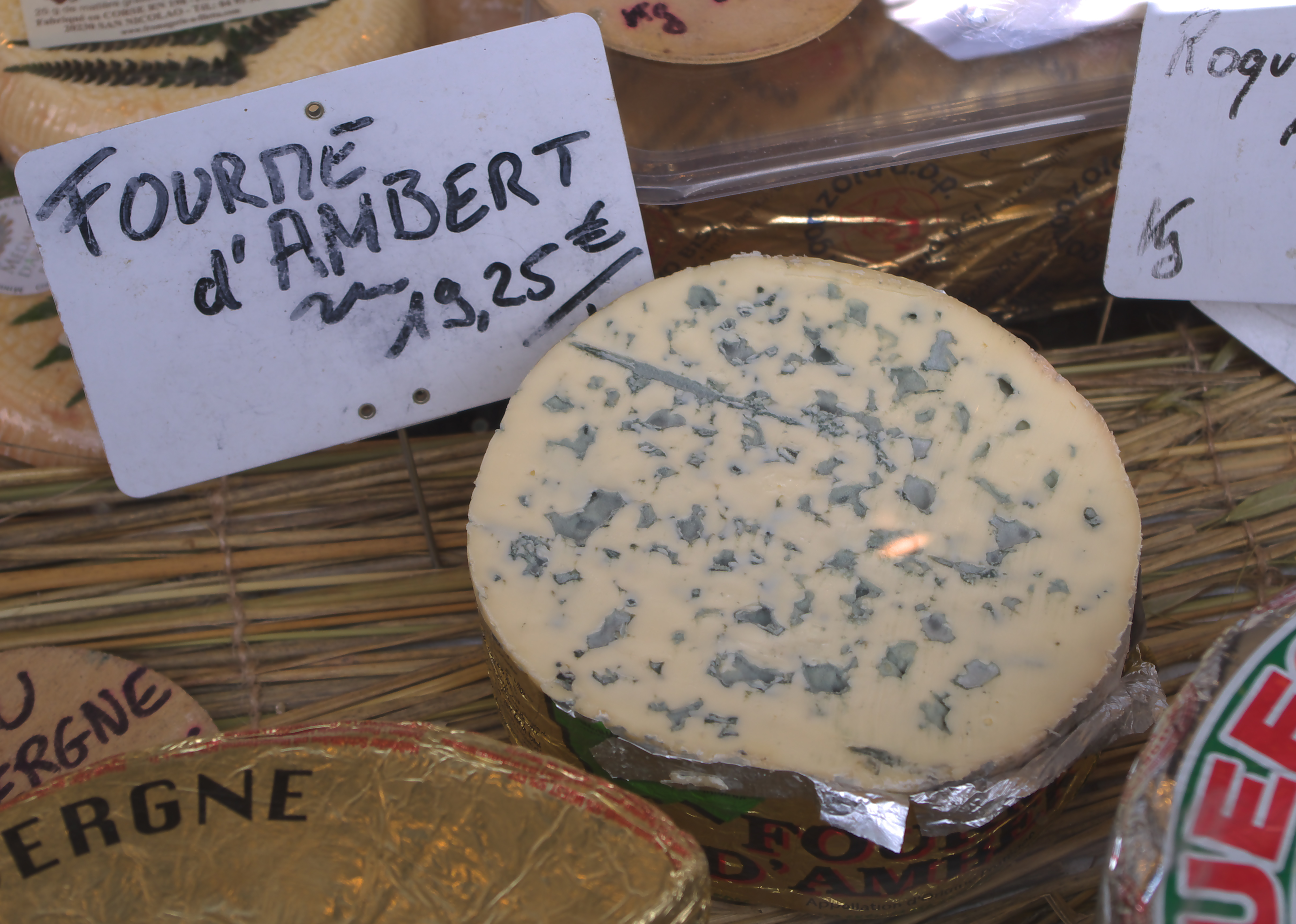
Plaster w handlu
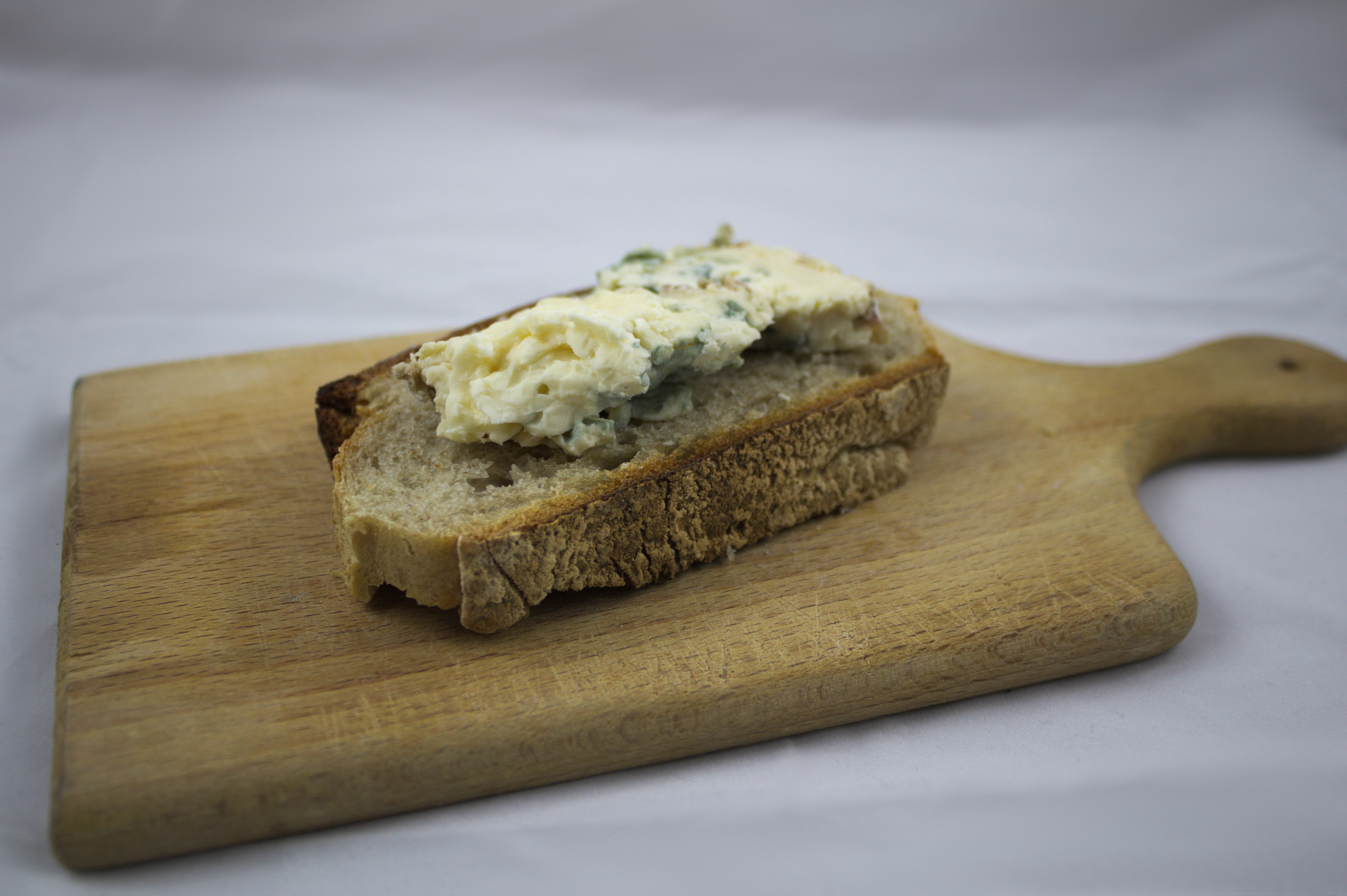
Ser podany na chlebie